# Coleotrype goudotii
Coleotrype goudotii är en himmelsblomsväxtart som beskrevs av Charles Baron Clarke. Coleotrype goudotii ingår i släktet Coleotrype och familjen himmelsblomsväxter.
Artens utbredningsområde är Madagaskar. Inga underarter finns listade.